# 손건 (신)
손건(孫建, ? ~ 15년)은 전한 말기 ~ 신나라의 군인으로, 자는 자하(子夏)이다.

## 생애
원시 연간, 오손의 비원치가 귀인 오일령(烏日領)을 죽였다. 비원치는 예전에 오손의 소곤미 말진장과 함께 대곤미 자율미 암살을 모의했고, 오일령은 말진장의 명령에 따라 거짓 항복해서 자율미를 암살한 인물이다. 전에 한나라에서 오손의 곤미(昆彌; 두령) 두 명을 임명하여 세습하게 하였었는데, 두 곤미의 힘이 약하여 비원치가 이를 침범하니 서역도호 손건은 비원치를 습격하여 죽였다.
거섭 2년(7년) 9월, 동군태수 적의가 왕망 타도를 내걸고 반란을 일으켰다. 당시 경거장군(輕車將軍)이었던 손건은 분무장군(奮武將軍)에 임명되어 적의 토벌에 나섰고, 12월에 적의를 사로잡아 죽였다.
거섭 연간, 서하의 조중숙(漕中叔)이 유협으로 명성을 떨치니 왕망은 그를 지명수배하였다. 손건은 평소 조중숙과 친분이 있었는데, 왕망은 손건이 조중숙을 숨겨주는 것이라고 의심하여 그를 심문하였다. 그러나 손건은 조중숙을 죽이느니 차라리 자신을 죽이라고 하였고, 결국 왕망은 더 이상 심문하지 못하고 조중숙 또한 잡지 못하였다.
시건국 원년(9년), 왕망이 신나라를 건국하였다. 손건은 성신공(成新公)에 봉해지고 입국장군(立國將軍)에 임명되었다.
천봉 2년(15년), 죽었다.

## 출전
- 반고, 《한서》
  - 권18 외척은택후표
  - 권19하 백관공경표 下
  - 권70 부상정감진단전
  - 권96하 서역전 下
  - 권99상 왕망전 上
  - 권99중 왕망전 中